# Francesco I Gattilusio
Francesco I Gattilusio (1326 circa – Lesbo, 6 agosto 1384) è stato un nobile italiano che fu signore di Lesbo.

## Biografia
La famiglia
La famiglia Gattilusio proveniva dalla Repubblica di Genova. I genitori di Francesco e suo fratello Niccolò Gattilusio, signore di Ainos non sono noti, anche se sulla base delle prove araldiche delle loro iscrizioni, Anthony Luttrell sostiene che la loro madre fosse un membro della famiglia Doria.
Il nonno era Luchetto Gattilusio, poeta e trovatore e mercante, che fu ambasciatore presso Bonifacio VIII e podestà di Bologna, Milano e Cremona. Lo zio Oberto (Obertino) fu ambasciatore a Costantinopoli.
Il pirata
Francesco entra nei registri della storia come pirata. Nel 1354 Francesco e il suo equipaggio sbarcarono su Tenedo. L'isola serviva allora come residenza di Giovanni V Paleologo, uno dei tre co-imperatori del trono Impero bizantino, mentre gli altri erano suo suocero Giovanni VI Cantacuzeno e il cognato Matteo Cantacuzeno. Giovanni V e i suoi parenti all'epoca erano in conflitto tra loro.
Giovanni V e Francesco strinsero un'alleanza per consentire a Giovanni di riprendere il controllo di Costantinopoli. In cambio gli sarebbe stata data in sposa la mano di Maria Paleologa, una sorella di Giovanni V.
Ai primi di dicembre del 1354, Francesco condusse una flotta a Costantinopoli. Si avvicinarono alla città a tarda notte e fecero finta di aver bisogno di assistenza. Sostenevano che una delle loro navi stava affondando e chiesero aiuto per salvare il carico dal naufragio, e promisero una parte di esso alle sentinelle della città per il loro aiuto. 
Vedendo la possibilità di trarre profitto, le sentinelle aprirono un varco. Francesco guidò quindi circa cinquecento uomini armati attraverso il passaggio, prese il controllo delle mura di Costantinopoli e destò i cittadini dal loro sonno con urla a favore di Giovanni V. Presto iniziarono sommosse a favore di Giovanni V. Il 4 dicembre 1354, Giovanni VI si dimise dal titolo e si ritirò in un monastero.
L'arconte
Francesco era riuscito a riprendere il controllo della capitale per Giovanni V e ha rimosso il suo principale rivale dal campo politico. Giovanni V completò il loro accordo rendendo Francesco suo cognato.
Il 17 luglio 1355 Francesco fu ulteriormente premiato con il titolo di arconte (signore) di Lesbo. Giovanni V gli diede l'isola come dote per la sorella.
Nel 1366, Francesco si unì a Amedeo VI di Savoia, il Conte Verde, e a Luigi I d'Ungheria in una campagna per ripristinare la stabilità dell'impero bizantino nella crociata sabauda. Insieme conquistarono Gallipoli da Murad I sultano dell'Impero ottomano dopo due giorni di combattimenti.
Nel 1369, Francesco accompagnò Giovanni V nel suo viaggio a Roma, insieme a Demetrio Cidone, che si concluse con la conversione personale di Giovanni V alla fede cattolica giovedì 18 ottobre, in uno sforzo infruttuoso per attirare il sostegno occidentale per l'impero fortemente indebolito.
Il 6 agosto 1384 un terremoto colpì Lesbo. Francesco, Maria e i loro due figli maggiori, Andronico e Domenico, furono tutti uccisi. In una lettera che scrisse da Costantinopoli poco dopo l'evento, Cidone descrive come le future spose dei due figli morti arrivarono da lontano e cercarono tra le rovine i corpi dei mariti che non avevano mai visto. Tuttavia il terzo figlio Jacopo sopravvisse e successe al padre nel dominio di Lesbo sotto il nome di Francesco II.